# Azkals Development Team
Das Azkals Development Team, auch unter dem Namen ADT oder ADT Manila bekannt, ist ein philippinischer Fußballverein aus Manila. Bis 2023 spielte die Mannschaft in der höchsten Liga des Landes, der Philippines Football League.

## Geschichte
Der Verein wurde 2020 gegründet und steht unter der Kontrolle des philippinischen Fußballverbandes, wird jedoch ähnlich wie ein professioneller Verein geführt. Die meisten Spieler des Vereins sind Akteure der heimischen Jugendnationalmannschaften. In der Saison 2021 unterlag man im nationalen Pokalfinale mit 0:1 gegen den Rekordsieger Kaya FC-Iloilo. Während der Saison 2022/23 wurde die Mannschaft aus dem Spielbetrieb zurückgezogen. Die restlichen Spiele wurden mit 0:3 gewertet.

## Erfolge
- Copa Paulino Alcantara: 2021 (Finalist)

## Stadion

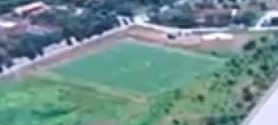
PFF National Training Center

Seine Heimspiele trug der Verein im PFF National Training Center aus, das ein Teil des San Lazaro Leisure and Business Park in Carmona in der Provinz Cavite ist. Das Stadion hat ein Fassungsvermögen von 1200 Zuschauern und gehört dem Manila Jockey Club.
Koordinaten: 14° 17′ 41,7″ N, 121° 2′ 19,9″ O

## Trainerchronik
| Trainer              | Nation      | von            | bis           |
| -------------------- | ----------- | -------------- | ------------- |
| Scott Cooper         | England     | 1. Januar 2020 | 11. März 2022 |
| Norman Fegidero      | Philippinen | 11. März 2022  | 22. Juni 2022 |
| Giovanni Villagracia | Philippinen | 23. Juni 2022  |               |

## Saisonplatzierungen
| Saison  | Liga                        | Level | Vereine | Platz    | Pokal    |
| ------- | --------------------------- | ----- | ------- | -------- | -------- |
| 2020    | Philippines Football League | 1     | 6       | 3.       | abgesagt |
| 2021    | Philippines Football League | 1     | 7       | abgesagt | Finalist |
| 2022/23 | Philippines Football League | 1     | 7       | 5 1      |          |

## Ausrüster und Sponsoren
| Jahr    | Ausrüster      | Hauptsponsor                        |
| ------- | -------------- | ----------------------------------- |
| 2020    | LGR Sportswear | Alphaland Corporation Stream Mobile |
| 2021    | Kelme          | PHSD Chooks-to-Go                   |
| 2022/23 | Monte          | 4Gives PHSD Chooks-to-Go            |